# Ou de Paști

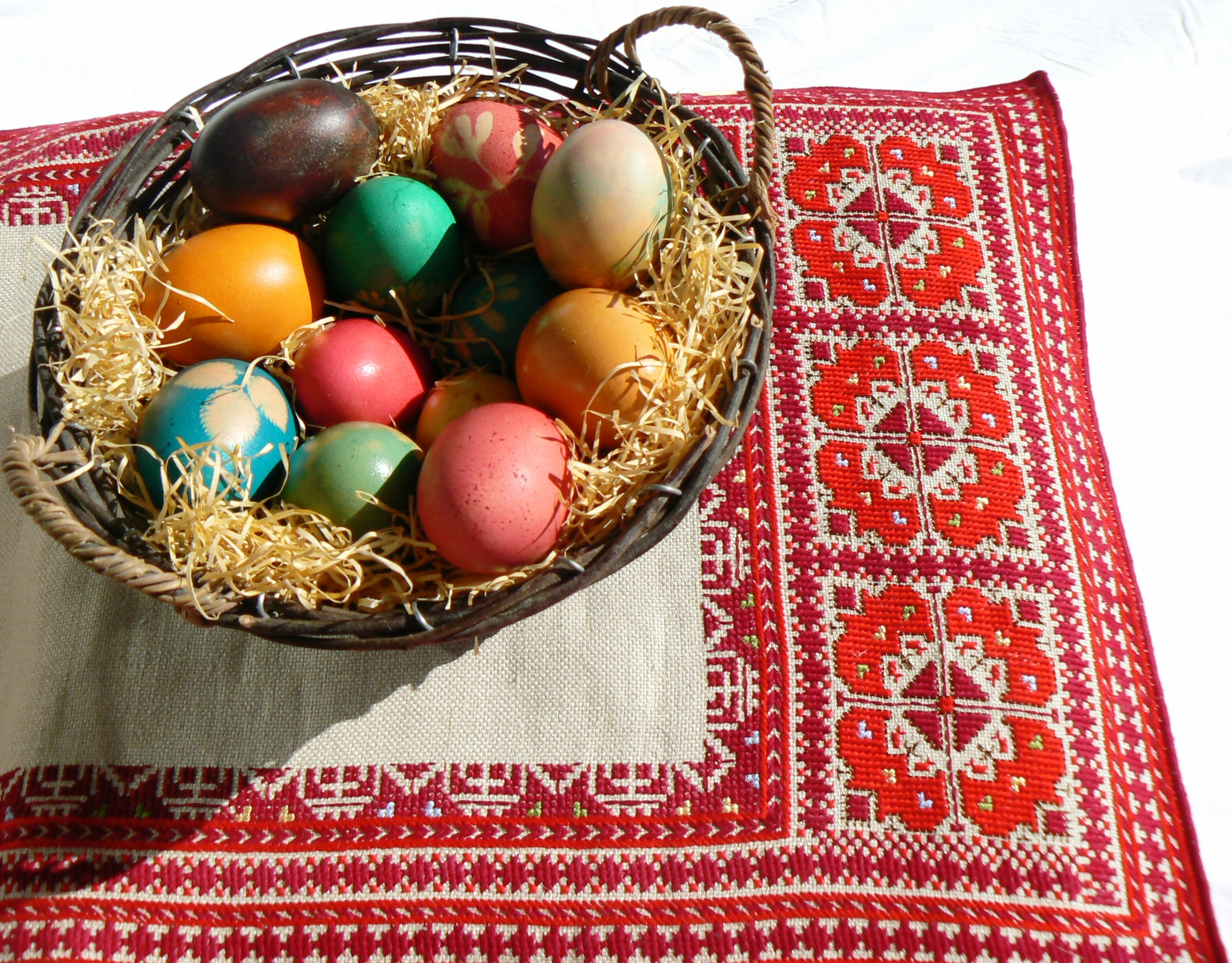

Un ou de Paști este un ou vopsit sau decorat cu desene, în special în roșu, cu ocazia sărbătorii Paștelui creștin. De obicei este un ou de găină fiert tare, care, conform tradiției, este mâncat sau dăruit.
Oul de Paște are și scop decorativ în perioada Paștelui. Ouăle de Paști decorative pot fi ouă de găină golite de conținut, sau pot fi confecționate din carton, gips, lemn, piatră, material plastic. Există și ouă de Paște de ciocolată.

## Originea tradiției

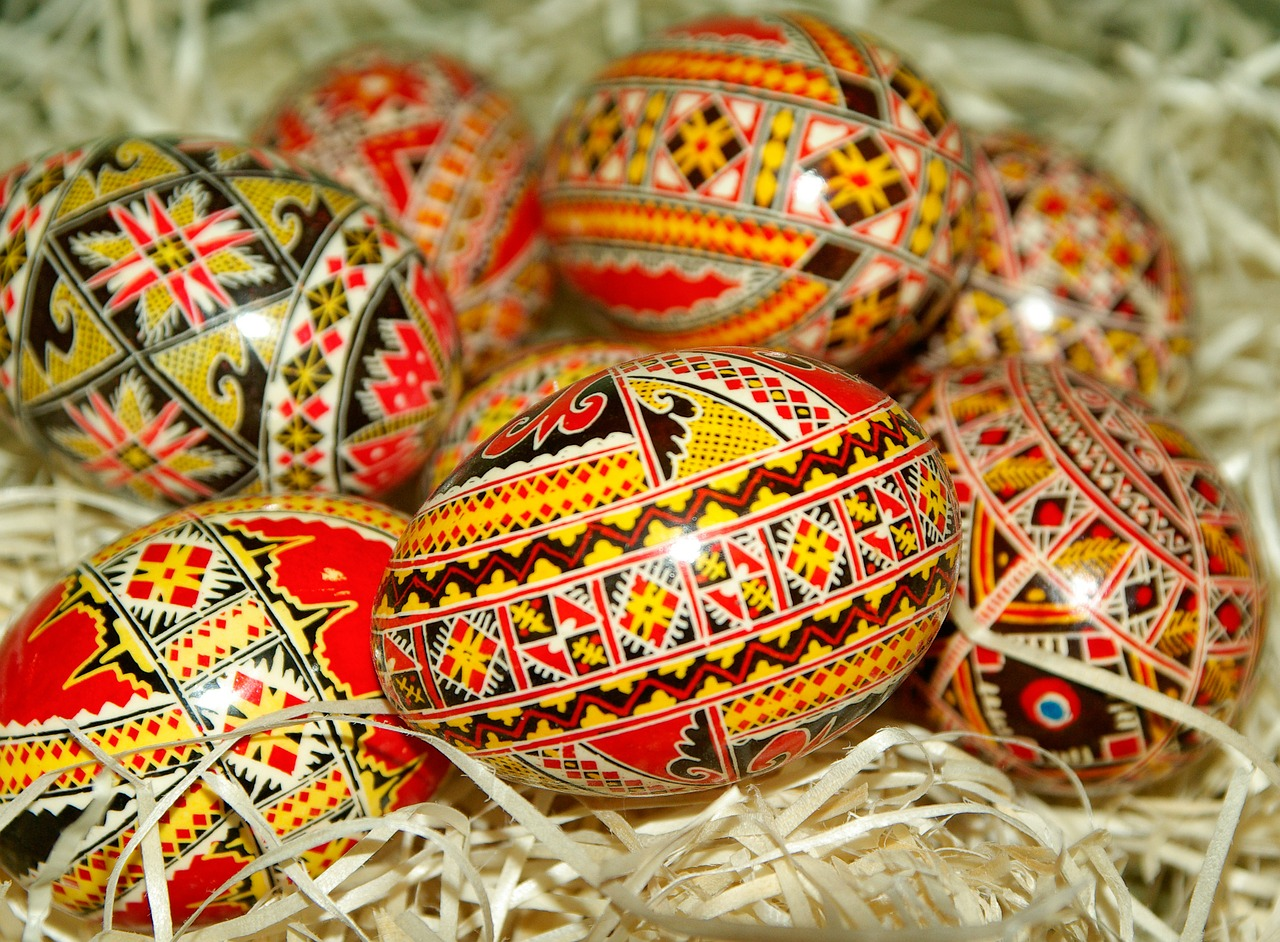
Ouă încondeiate din România

Conform Danielei Dumbravă, istoric în cadrul Institutului de Istorie a Religiilor din cadrul Academiei Române, vopsitul ouălor vine din Persia, din vremuri imemoriale, iar primul ou vopsit de care se știe este Oul de struț punic din  sec. IV-III î.Hr. descoperit în Cartagina.
Coloratul de ouă de Paști este o răspândită tradiție precreștină cunoscută, începând din Armenia, Rusia, Grecia, zona mediteraneană, până în Europa centrală.
În general, în istoria artei oul este simbolul Învierii - în picturile vechi religioase, de cele mai multe ori în fondul picturii.
Folclorul conservă mai multe legende creștine care explică de ce se înroșesc ouăle de Paști și de ce ele au devenit simbolul sărbătorii Învierii Domnului. Una dintre ele relatează că Maica Domnului, care venise să-și plângă fiul răstignit, a așezat coșul cu ouă lângă cruce si acestea s-au înroșit de la sângele care picura din rănile lui Iisus.
Sărbătoarea creștină de Paști provine de la Paștele evreiesc, sau sărbătoarea Pesach.

## Galerie imagini

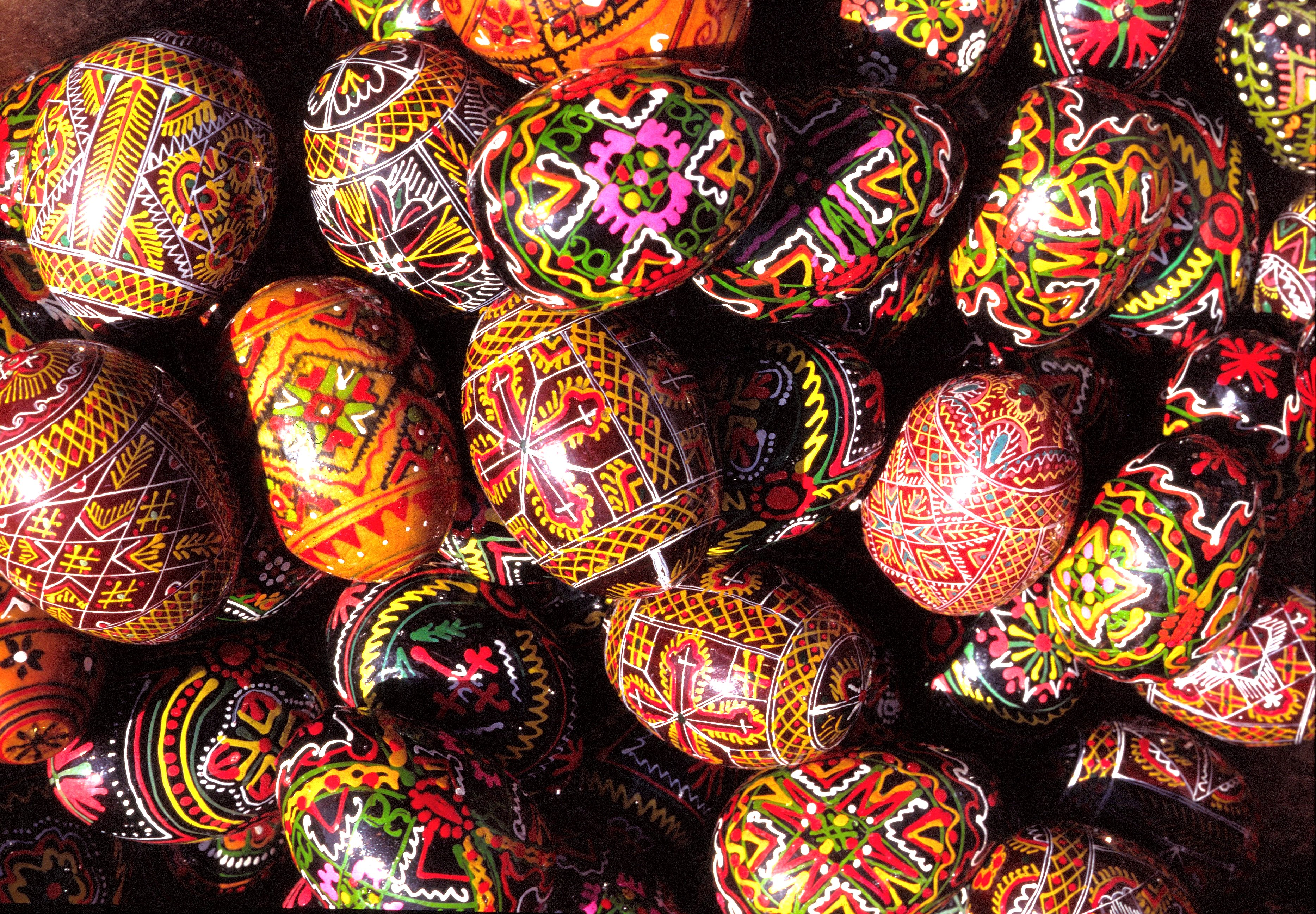
Ouă colorate din Grecia.
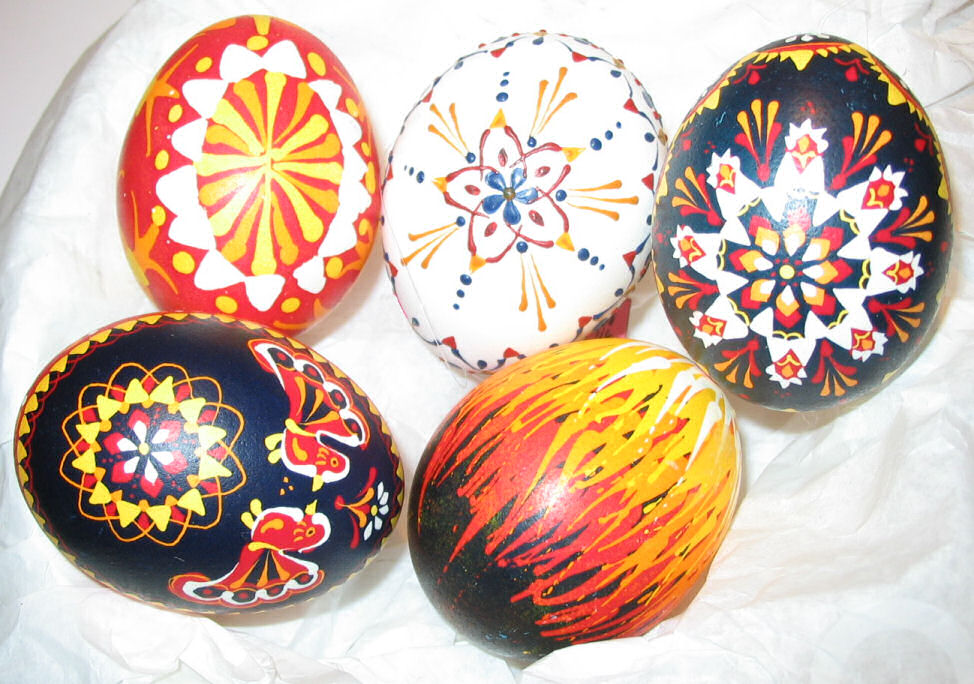
Ouă vopsite cu tehnica „Batik” cu ceară - motiv clasic al Sorbilor.
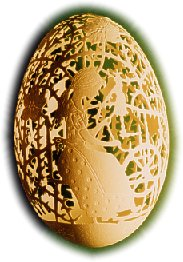
Ou ornamentat prin perforare „Frumoasa adormită”.
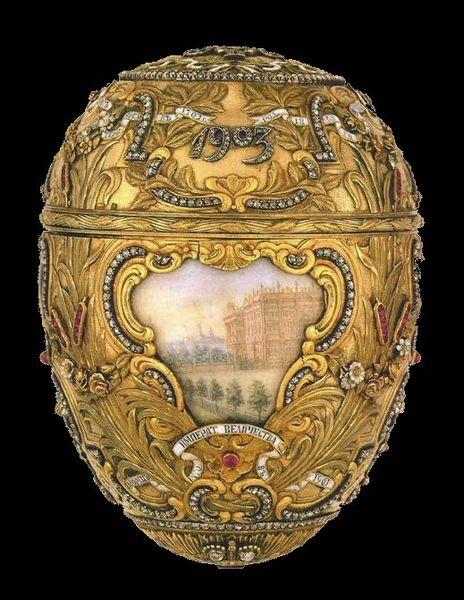
Ou ornamentat de Fabergé comandat de Împăratul Alexandru al III-lea.
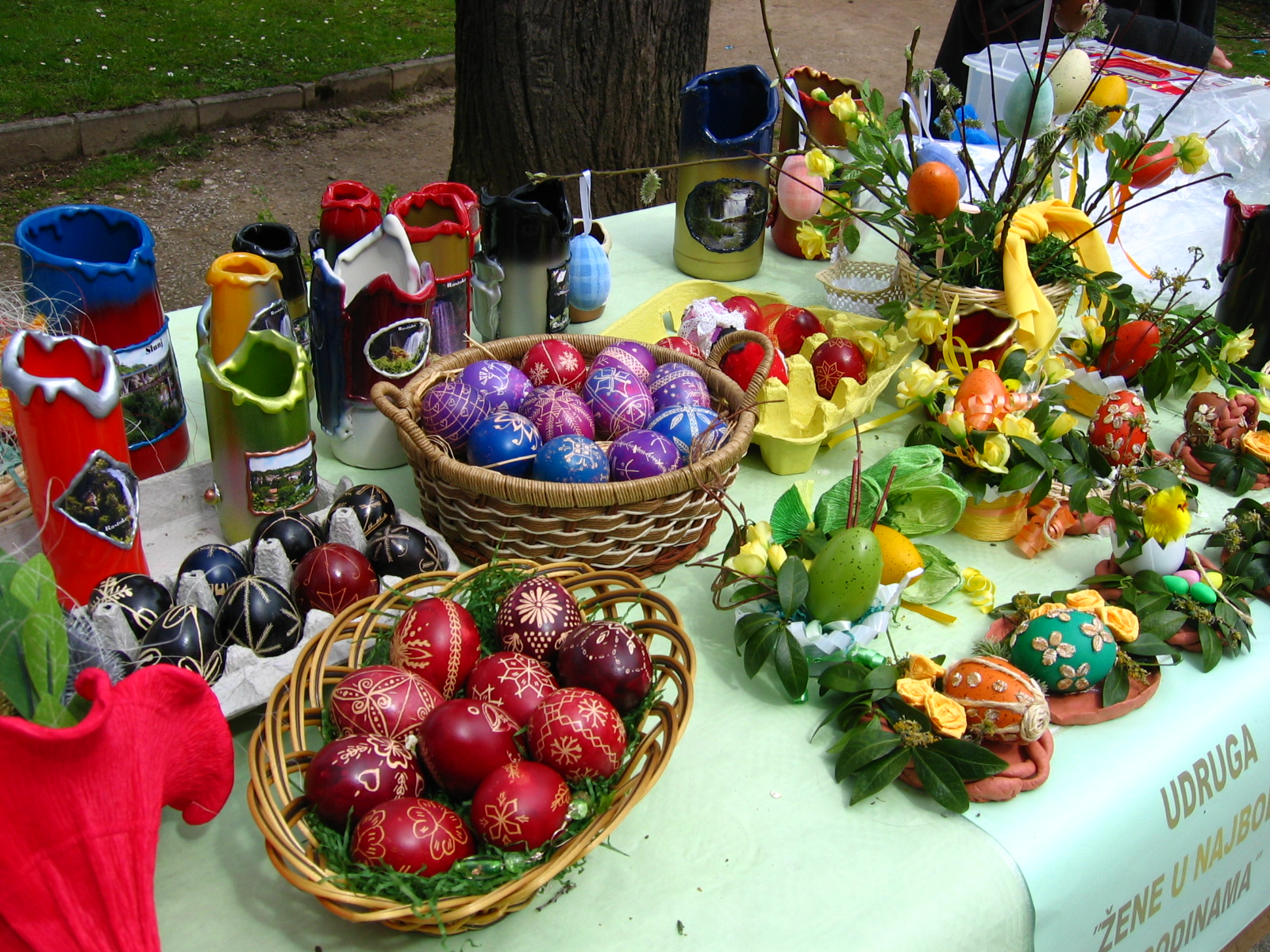
Ouă colorate din Croația.
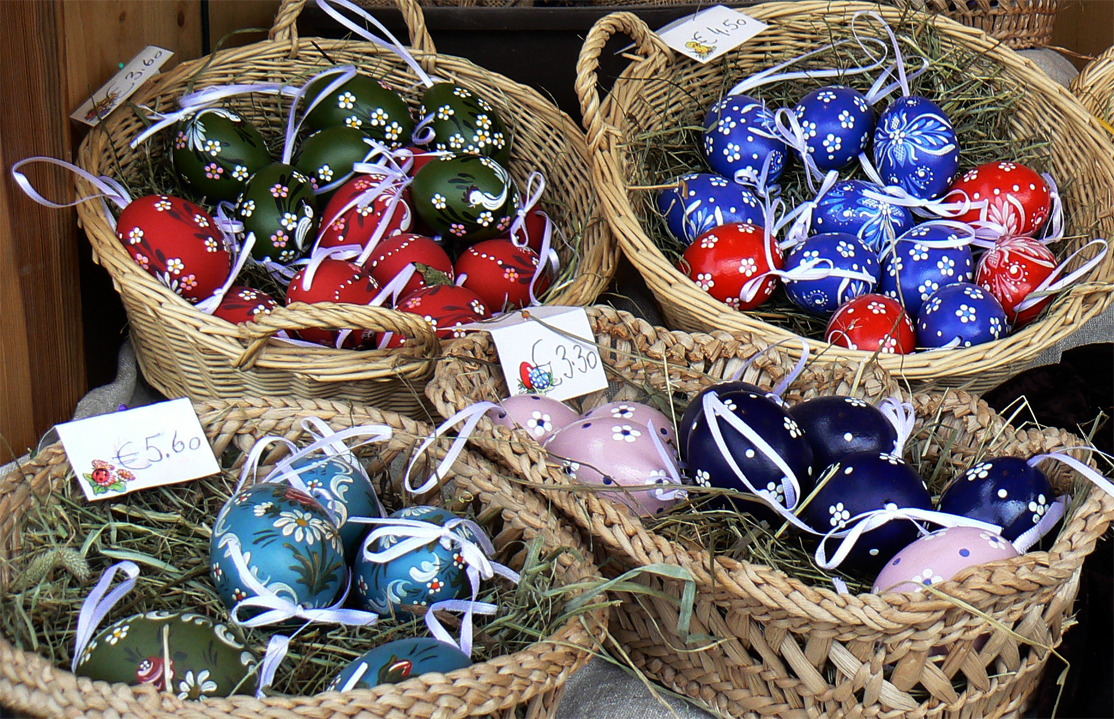
Ouă colorate din Viena.
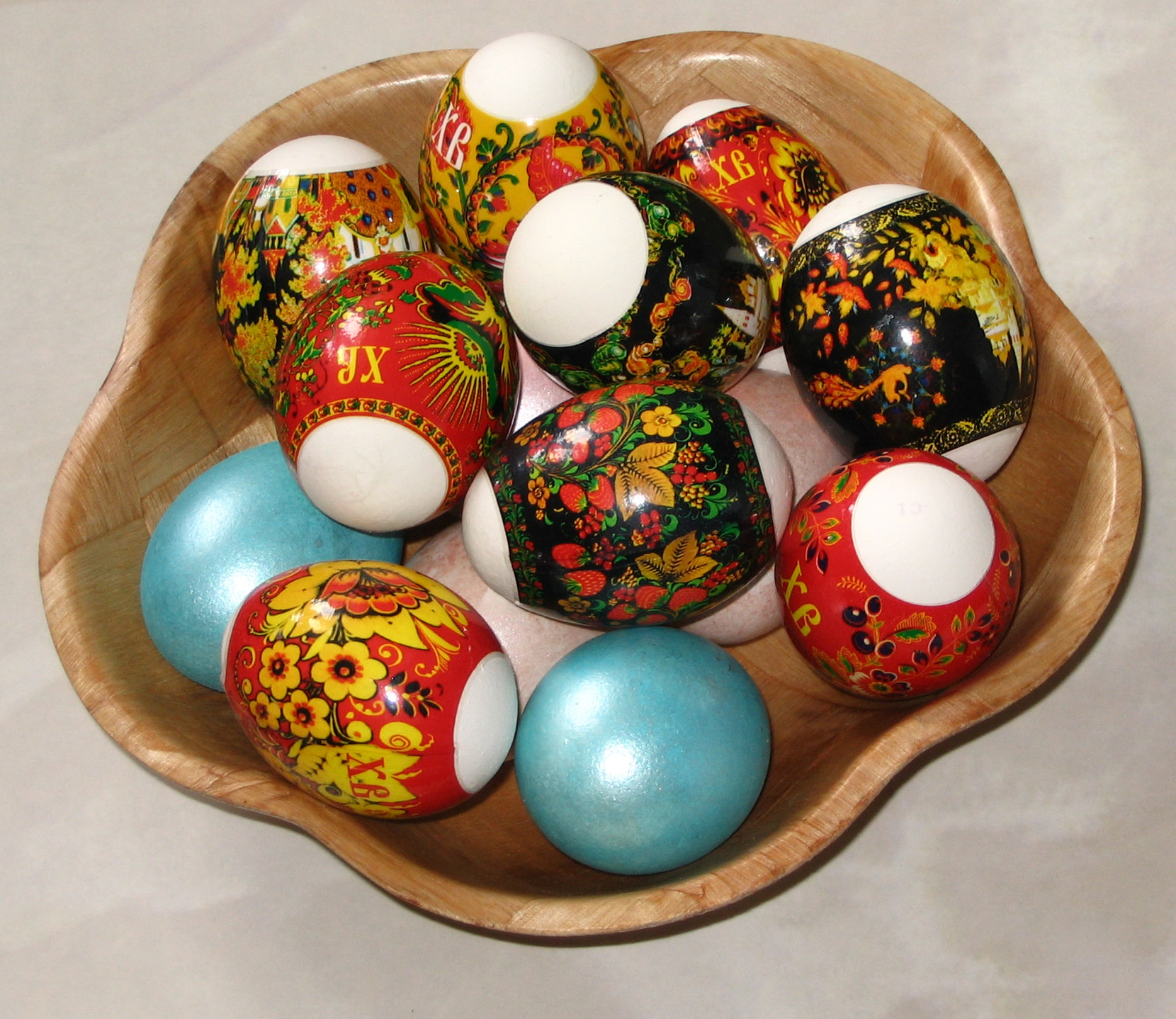
Ouă colorate din Rusia.
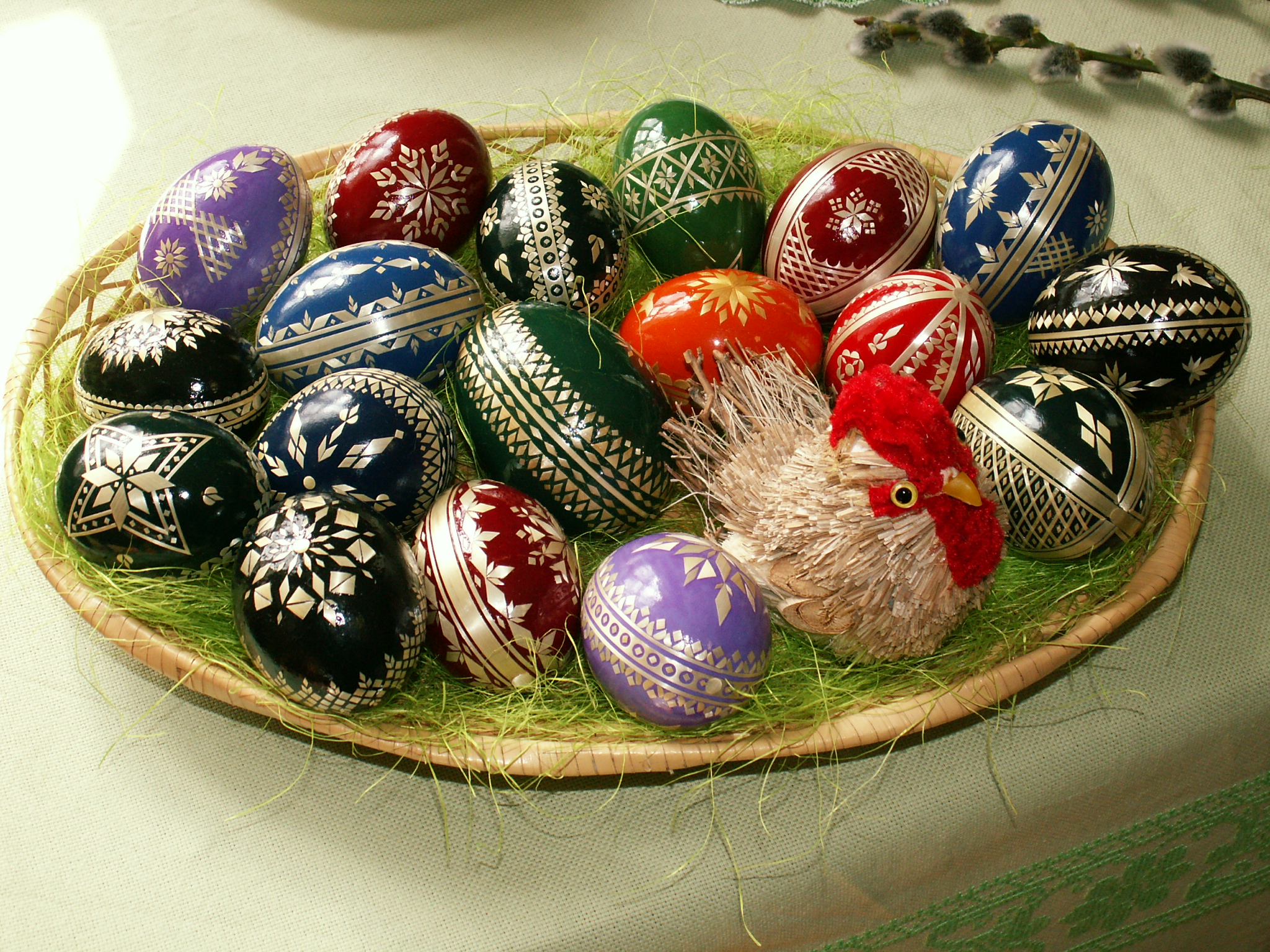
Ouă colorate din Cehia.
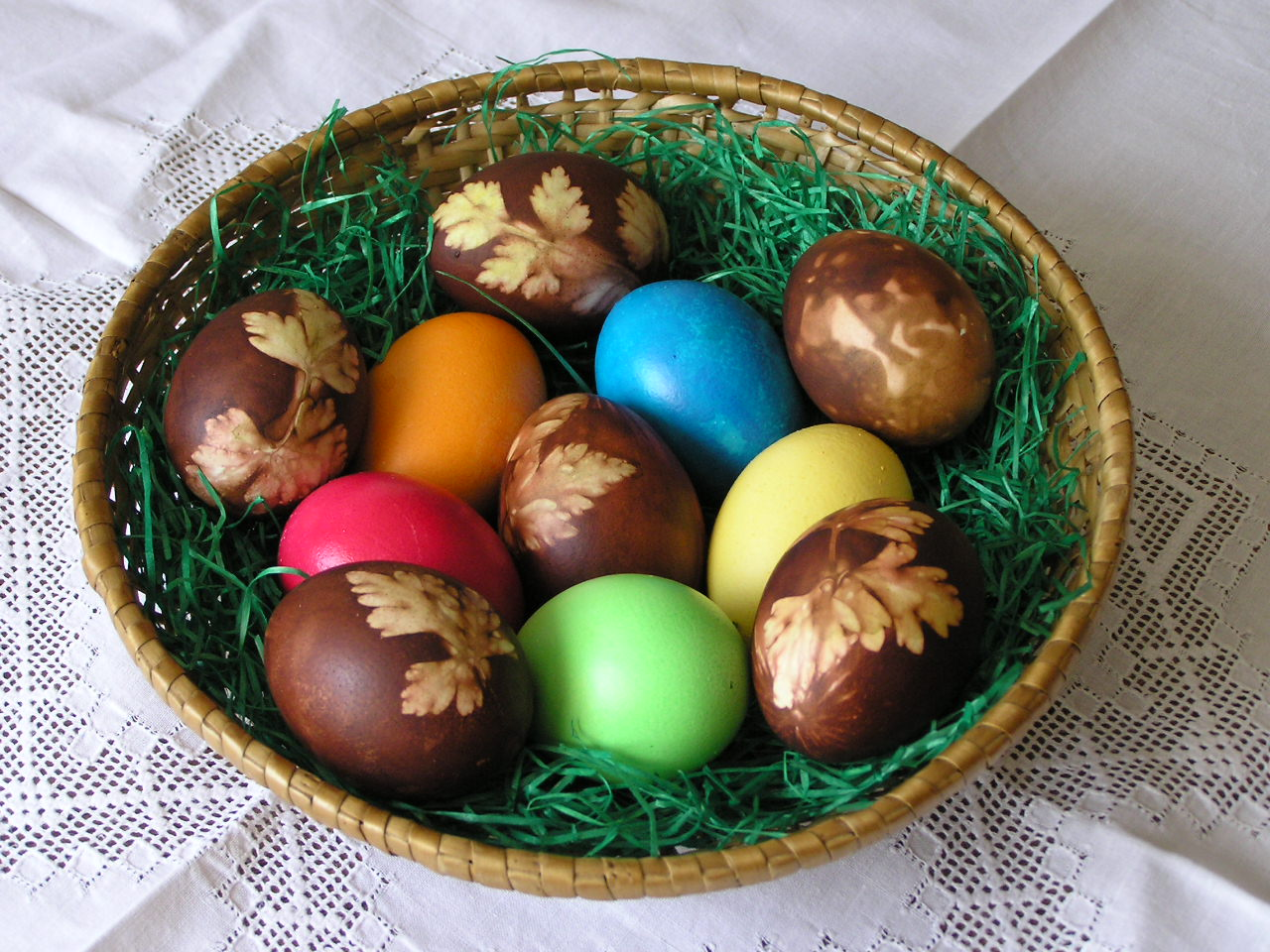
Ouă albe fierte, în coji de ceapă și „culori de ouă”.
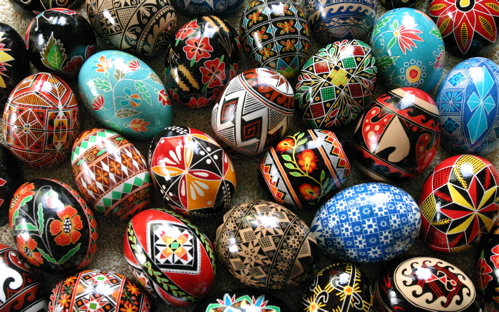
Ouă colorate după tradiție modernă și tradițională ucraineană.
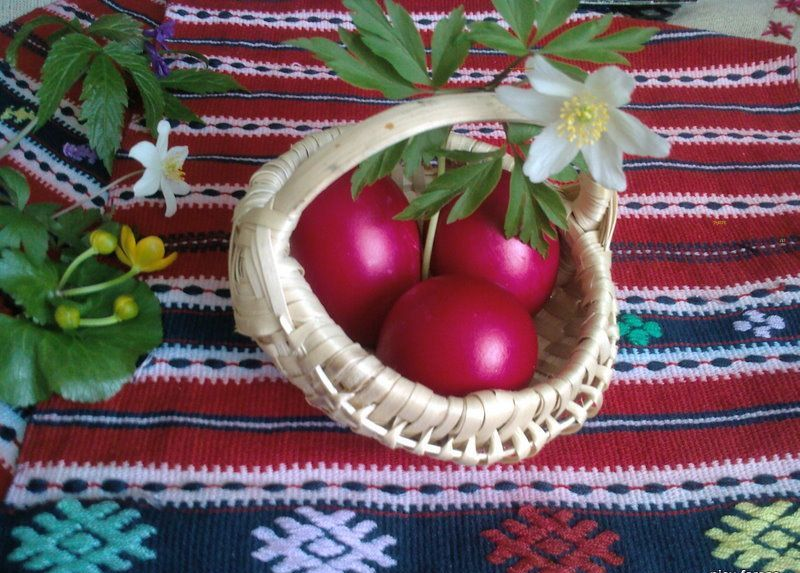
Ouă roşii
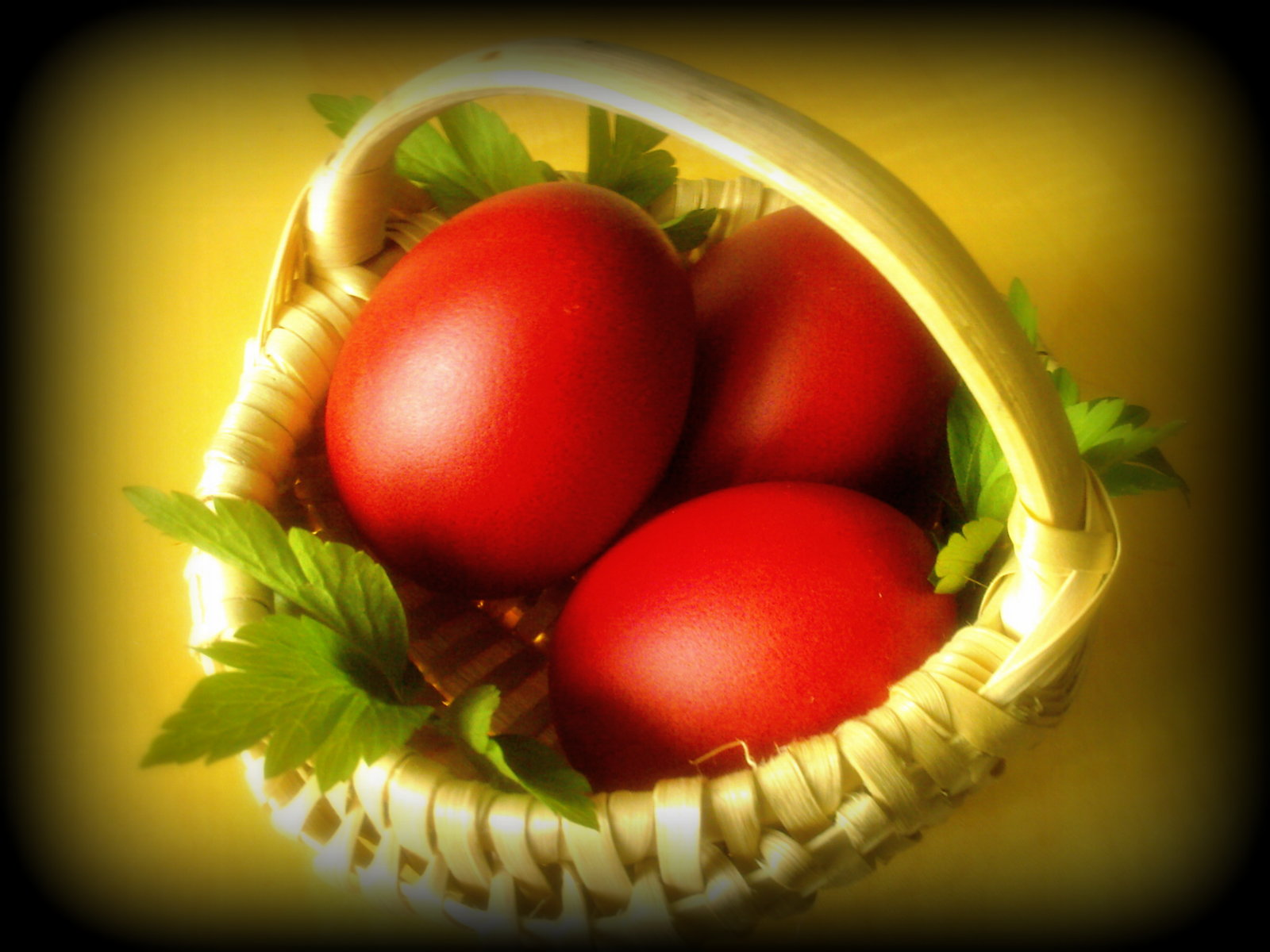
Ouă de Paşti